# Weissia trichodes
Weissia trichodes là một loài rêu trong họ Pottiaceae. Loài này được (F. Weber) Hook. & Taylor mô tả khoa học đầu tiên năm 1818.